# Vliegveld Olomouc
Vliegveld Olomouc (Tsjechisch: Letiště Olomouc, ter onderscheiding van het voormalige vliegveld Olomouc-Holice soms Olomouc-Neředín genoemd) is een Tsjechisch vliegveld 3,6 kilometer ten westen van het centrum van de stad Olomouc gelegen in de wijk Neředín. Het vliegveld is in 1918 geopend, waarmee het samen met vliegveld Kbely in Praag een van de oudste nog in gebruik zijnde vliegvelden van het land is. Vliegveld Olomouc wordt voornamelijk gebruikt voor binnenlandse burgerluchtvaart, al heeft het officieel sinds 2001 de status van internationaal vliegveld.
Tussen 2009 en 2016 bevond zich op het vliegveld het Letecké muzeum Olomouc, het museum is tegenwoordig onder de naam Letecké muzeum Koněšín gevestigd in de Zuid-Moravische gemeente Koněšín.